# 陳紳 (萬曆進士)
陳紳（1546年—？），字觀佩，福建興化府莆田縣鹽籍，仙遊縣人，明朝政治人物。

## 生平
隆慶元年（1567年）丁卯科福建鄉試第三十四名，萬曆二年（1574年）甲戌科會試第四十四名，登三甲第一百一十三名進士。授吉安府推官，署安福县事，十一年九月因刘台案被革职为民。

## 家族
曾祖陳德五；祖父陳靜夫；父陳肖登。母吳氏。具庆下。弟緋、縉、綸、綺、絅、絲。